# Rotis
Rotis est une famille de polices de caractères, créées par Otl Aicher en 1988, composés de Rotis serif, Rotis semi-serif, Rotis semi-sans et Rotis sans.

Rotis sans.
Rotis semi-sans.
Rotis semi-serif.
Rotis serif.